# 夏芽まこ
夏芽 まこ（なつめ まこ、2000年〈平成12年〉1月15日 - ）は、日本の女性タレント、女優。女性アイドルグループ・てぃえるな、LUARの元メンバー。khromatic management所属。

## 出演

### テレビ
- 推しが武道館いってくれたら死ぬ（2022年10月9日 - 、朝日放送テレビ・テレビ朝日）- メイド役